# Kevin Clash
Kevin Jeffrey Clash, född 17 september 1960 i Baltimore, USA, är en amerikansk dock- och skådespelare. Hans kanske mest kända roller är dockorna Elmo i barnprogrammet Sesam (Sesame Street) och Clifford som var programledare för Muppets Tonight. Han gjorde också rösten till Splinter (TMNT) i Teenage Mutant Ninja Turtles (film, 1990) och Teenage Mutant Hero Turtles II - Kampen om Ooze.
Clash utvecklade tidigt ett intresse för dockteater, och redan i tonåren började han uppträda i barnprogram på lokala TV-stationer i hemstaden Baltimore. 1980 började han arbeta med barnprogrammet Captain Kangaroo, och med Sesam 1984. Han var den tredje dockspelaren att spela Elmo, den figur han blev mest känd för, och blev senare exekutiv producent och regissör för showen. Clash har även arbetat i många olika produktioner med Mupparna och Jim Henson Productions. I slutet av 2012 sade han upp sig från Sesam efter anklagelser om felaktig sexuellt beteende.
Under 2006 skrev Clash en självbiografi med titeln My Life as a Furry Red Monster (Mitt liv som ett hårigt, rött monster) och under 2011 medverkade han i dokumentärfilmen Elmo, en mupp full av kärlek (originaltitel: Being Elmo: A Puppeteer's Journey).